# ToyWatch
ToyWatch es una empresa italiana fabricante de relojes de lujo, fundada en Milán en 2006 por el diseñador Marco Mavilla.

## Historia
ToyWatch comenzó a desarrollarse en 2006 con el lanzamiento de su primera colección. Ese mismo año, ToyWatch fundó su filial estadounidense, ToyWatch USA. Posteriormente, abrió una segunda filial en Hong Kong.
En 2011, ToyWatch abrió su accionariado al fondo de capital privado ILP III, gestionado por J. Hirsch & Co., que poseía una participación del 49%. A marzo de 2013, el fondo de capital privado ILP III poseía la totalidad del capital social de ToyWatch.
En 2015, los productos de la compañía se vendieron en más de 2000 tiendas y 26 boutiques (11 tiendas insignia y 15 franquicias) repartidas por todo el mundo. Las tiendas insignia se encuentran en Italia, en Milán, Roma, Florencia, Venecia, Porto Cervo y Forte dei Marmi. Otras boutiques se encuentran en ciudades como Londres, París, Lahore, Cannes, Puerto Banús y Kuala Lumpur.

## Relojes
La empresa era conocida originalmente por producir relojes coloridos de plástico. Actualmente, produce relojes con diversos materiales, como plástico, policarbonato, aluminio y acero, e incorpora otros elementos como cristales de Swarovski, silicio, cerámica, oro y diamantes.
Los relojes de ToyWatch han aparecido en la lista de cosas favoritas de la presentadora Oprah Winfrey en 2007, y en The Ellen DeGeneres Show en 2009.

## Colecciones
Cronología de las colecciones:
- 2006: Total Stones
- 2007: Skull
- 2008: Fluo, Ceramica, Kris
- 2009: Skeleton, Heavy Metal
- 2010: J-Looped
- 2011: Velvety
- 2012: Metallic Aluminum, Maya
- 2013: ToyMrHyde
- 2015: Maya Natural Stones

Colecciones disponibles a principios de 2015 (en orden alfabético):
- Cruise
- Cruise Graffiti
- Fluo
- Jetlag
- Monnalisa
- Monochrome
- Maya
- Maya Chrono
- Maya Natural Stones
- Metallic Collection
- Total Stones
- ToyCandy
- ToyCruise Metal
- ToyFloat
- ToyGlass
- ToyGlow
- ToyMrHyde
- ToyRing
- ToyStrong
- ToySwing
- ToyViper
- Velvety
- Vintage Collection